# Sina (Vorname)
Sina ist sowohl ein weiblicher als auch ein männlicher Vorname. Ende der 1970er und Anfang der 1980er Jahre erfreute er sich in Deutschland besonderer Beliebtheit, nachdem Nastassja Kinski in der vielbeachteten Tatort-Episode Reifezeugnis von 1977 in der Rolle der Sina Wolf auftrat.
Im Persischen existiert Sina als männlicher Vorname.

## Herkunft und Bedeutung des Namens
Der Name Sina ist als Kurzform anderer Namen entstanden, die sich dann verselbständigt hat.
Im Friesischen bedeutet er: Kraft.
Im Nordischen: Sieg und Jung.
Im Hebräischen: Rose.
Im Arabischen: die Schöne/Schönheit.
Sina gehört zu den Vornamen, die eine ganze Reihe von möglichen Ursprüngen aufzeigen:
- Deutscher bzw. italienischer Ursprung: Kurzform von Namen, die auf „-sina“ oder „-sine“ enden (Gesina/Gesine, Rosina/Rosine, Josina, Klasina, Teresina, Ursina (Ursula), Thomasina).
- Hebräischer Ursprung: Vorname mit der Bedeutung „Glanz, Zier“.
- Englischer Ursprung: Sina bzw. Sinah können als Varianten der gälischen Form von Johanna (Sinéad, englisch Sheena) entstanden sein.
- Russischer Ursprung: Kurzform des Namens „Sinaida“ (Russisch).
- Persischer Ursprung: Männlicher Vorname (Betonung auf der zweiten Silbe), der an Ibn Sina (lat. Avicenna), einen der bedeutendsten persischen Ärzte, Physiker, Philosophen und Wissenschaftler des Mittelalters erinnert.
- Griechischer Ursprung: Herkunft von Zeus (griechischer Gott), Tochter des Gottes.
- Im Polynesischen ist Sina die Göttin der Palmfrucht.

„Sina“ ist außerdem die alte Bezeichnung für China

## Bekannte Namensträger

### Weiblich
- Sina Candrian (* 1988), Schweizer Snowboarderin
- Sina Doughan (* 1987), Sprecherin der Grünen Jugend
- Sina Ebell (* 1984), deutsche Schauspielerin
- Sina Erdrich (* 1997), deutsche Weinkönigin (2021)
- Sina Farzin (* 1976), deutsche Soziologin
- Sina Fontana (* 1986), deutsche Rechtswissenschaftlerin und Professorin
- Sina Fuchs (* 1992), deutsche Volleyballspielerin
- Sina Bianca Hentschel (* 1987), deutsche Schauspielerin
- Sina-Valeska Jung (* 1979), deutsche Schauspielerin
- Sina Kostorz (* 1990), deutsche Volleyballspielerin
- Sina Mainitz (* 1977), deutsche Börsenreporterin
- Sina Mayer (* 1995), deutsche Leichtathletin
- Sina Minou (* 1990), deutsche Schauspielerin und Model
- Sina Peschke (* 1967), deutsche Radiomoderatorin
- Sina Reeder, deutsche Fernsehjournalistin und politische Beamtin
- Sina Ritter (* 1993), deutsche Handballspielerin
- Sina Schielke (* 1981), deutsche Leichtathletin
- Sina Tkotsch (* 1990), deutsche Schauspielerin
- Sina Wilke (* 1985), deutsche Film-, Fernseh- und Theaterschauspielerin

### Männlich
- Ibn Sina (≈980–1037), latinisiert Avicenna, persischer Arzt, Physiker, Philosoph, Jurist, Mathematiker, Astronom, Alchemist und Musiktheoretiker
- Sina Ataeian Dena (* 1983), iranischer Regisseur, Autor und Filmproduzent

## Ähnliche Namen
Sinan (männlich), Sinja (weiblich), Rosina (weiblich)